# Marschnerstraße 59 (München)

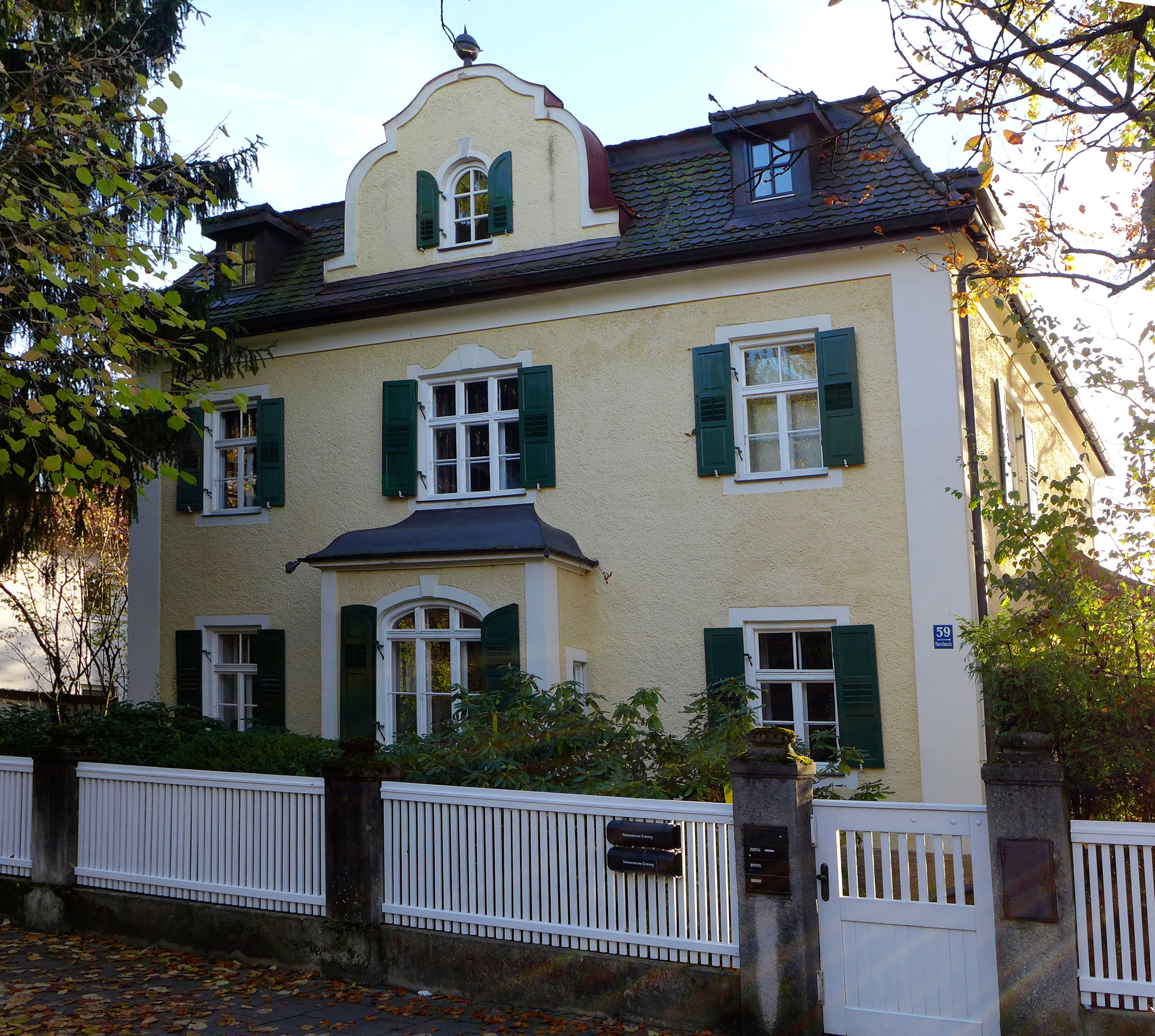
Haus Marschnerstraße 59 in Obermenzing

Das Wohnhaus Marschnerstraße 59 im Stadtteil Obermenzing der bayerischen Landeshauptstadt München wurde um 1897/1900 errichtet. Die Villa an der Marschnerstraße, die zur Villenkolonie Pasing II gehört, ist ein geschütztes Baudenkmal.
Die Villa im historisierenden Stil wurde vom Büro August Exter entworfen. Der Rechteckbau steht mit der Langseite zur Straße, er gehört zur Erstbebauung der Straße. Das Haus besitzt einen mittigen Erdgeschosserker, ein Mansarddach und einen Zwerchgiebel.